# Justin Theroux
Justin Paul Theroux (Washington D. C., 10 de agosto de 1971) es un actor, director y guionista estadounidense, conocido principalmente por sus papeles en las películas Mulholland Drive (2001) e Inland Empire (2006) de David Lynch, así como en la serie The Leftovers. Como guionista, Theroux ha redactado, entre otros, el guion de la película Tropic Thunder (2008), junto a Ben Stiller y Etan Coen, así como el guion de Iron Man 2 (2010).
Theroux se crio en una familia de artistas. Su padre, Eugene Theroux, es artista y su madre, Phyllis, escritora. Su tío, narrador, escribió el libro La costa de los mosquitos, en el que se basaría la película homónima protagonizada por Harrison Ford en 1986.

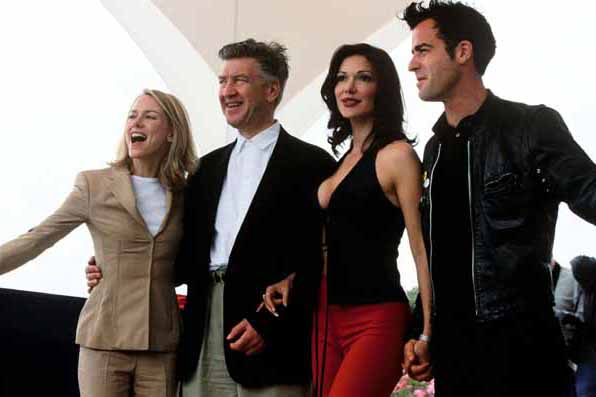
Naomi Watts, David Lynch, Laura Harring y Justin Theroux en la presentación de la película Mulholland Drive durante la edición del 2001 del Festival de Cannes.

## Biografía
Justin Theroux nació y se crio en Washington D. C., y se graduó de la universidad de Bennington, con una licenciatura en artes. Luego se mudó a Nueva York para seguir una carrera en las artes visuales, pero pronto se vio inmerso en la actuación. Actuó en numerosas obras de Broadway antes de que su carrera en el cine comenzara. Actualmente vive en Nueva York.
Su padre, Eugene Theroux, es artista y su madre, Phyllis, escritora. Tiene un hermano menor, Sebastián, nacido en 1989. Es sobrino de Paul Theroux, autor de muchos libros de viajes. Sus primos son Marcel Theroux, un escritor y Louis Theroux un actor, escritor y periodista que trabaja para BBC.

## Carrera
Al terminar sus estudios en Bennington College (arte e interpretación) se estrenó en una película en 1996 con la cinta de Mary Harron Yo disparé a Andy Warhol.
En 2003, apareció en un video musical de la banda británica Muse por su canción "Hysteria". Theroux también tiene un currículum extenso de televisión, apareciendo en varias series tales como The District, Alias, Six Feet Under y Sex and the City. En la gran pantalla ha participado, entre otros, en las cintas de David Lynch Mulholland Drive y Inland Empire.
En 2006 dirigió su primera película, Dedication, que se estrenó en el Festival de Cine de Sundance de 2007 y un año más tarde Theroux interpretó a John Hancock en la miniserie de HBO John Adams. En 2009, Theroux formó parte del elenco de voz para Call of Duty: Modern Warfare 2 y participó también en Parks and Recreation.
Theroux tuvo papeles en otras dos películas del festival de Sundance, Broken English y The Ten, en la que interpretó a Jesucristo junto a Gretchen Mol. En 2010 participó en el guion de la adaptación cinematográfica Iron Man 2.
Theroux volvió a actuar en la película Your Highness como Leezar, un mago malvado que secuestra a una princesa. Theroux coescribió la película Tropic Thunder, nominada al Oscar,  y también apareció en el documental de detrás de escenas Tropic Thunder: Rain of Madness.
En junio de 2013 Theroux fue elegido para protagonizar la serie de HBO The Leftovers, basada en el libro homónimo de Tom Perrotta.

## Vida personal
Desde mayo del 2011 Theroux mantuvo una relación sentimental con la actriz Jennifer Aniston, coprotagonista en su película Wanderlust. La pareja se comprometió en el cuadragésimoprimer cumpleaños de Justin, y anunciaron su compromiso el 12 de agosto de 2012. Se casaron el 5 de agosto de 2015, pero se divorciaron en el 2018.

## Filmografía

### Películas
| Año  | Título                                    | Papel                   | Notas                          |
| ---- | ----------------------------------------- | ----------------------- | ------------------------------ |
| 1996 | Yo disparé a Andy Warhol                  | Mark                    | Película debut                 |
| 1997 | Dream House                               | Mark Brooks             |                                |
| 1997 | Below Utopia                              | Daniel Beckett          |                                |
| 1997 | Romy and Michele's High School Reunion    | Clarence the Cowboy     |                                |
| 1998 | Frogs for Snakes                          | Flav Santana            |                                |
| 1998 | Dead Broke                                | James                   |                                |
| 1998 | Bronx County                              |                         | Película para televisión       |
| 1999 | Sirens                                    | Officer David Bontempo  | Película para televisión       |
| 2000 | American Psycho                           | Timothy Bryce           |                                |
| 2000 | The Broken Hearts Club: A Romantic Comedy | Marshall                |                                |
| 2001 | Mulholland Drive                          | Adam Kesher             |                                |
| 2001 | The Sleepy Time Gal                       | Novio de Rebecca        |                                |
| 2001 | Zoolander                                 | Evil DJ                 |                                |
| 2003 | Los ángeles de Charlie: Al límite         | Seamus O'Grady          |                                |
| 2003 | Dúplex                                    | Coop                    |                                |
| 2003 | Happy End                                 | Jack                    |                                |
| 2005 | Strangers with Candy                      | Carlo Honklin           |                                |
| 2005 | Confessions of a Dog                      |                         | Película para televisión       |
| 2005 | The Baxter                                | Bradley Lake            |                                |
| 2006 | The Legend of Lucy Keyes                  | Guy Cooley              |                                |
| 2006 | Return to Rajapur                         | Jeremy Reardon          |                                |
| 2006 | Miami Vice                                | Detective Larry Zito    |                                |
| 2006 | Inland Empire                             | Devon Berk/Billy Side   |                                |
| 2007 | Broken English                            | Nick Gable              |                                |
| 2007 | The Ten                                   | Jesus H. Christ         |                                |
| 2008 | Dedication                                | Abogado al teléfono     | Director y productor ejecutivo |
| 2008 | Tropic Thunder                            |                         | Guion e historia               |
| 2010 | Iron Man 2                                |                         | Guion                          |
| 2010 | Megamind                                  | Megamind's Father (voz) | Voz. Productor ejecutivo.      |
| 2011 | Your Highness                             | Leezar                  |                                |
| 2011 | Documental                                | Jan Jurgen              | Película para televisión       |
| 2012 | Wanderlust                                | Seth                    |                                |
| 2012 | Rock of Ages                              |                         | Guion                          |
| 2016 | Zoolander 2                               | Evil DJ                 | Guion                          |
| 2016 | The Girl on the Train                     | Tom Watson              |                                |
| 2017 | Star Wars: Los Últimos Jedi               | Maestro descifrador.    | Cameo                          |
| 2017 | The Lego Ninjago Movie                    | Lord Garmadon           | Voz                            |
| 2018 | The Spy Who Dumped Me                     | Drew Thayer             |                                |
| 2018 | Mute                                      | Duck Teddington         |                                |
| 2018 | On the Basis of Sex                       | Mel Wulf                |                                |
| 2018 | Bumblebee                                 | Dropkick                | Voz                            |
| 2019 | Lady and the Tramp                        | Golfo                   | Voz                            |
| 2019 | Joker                                     | Ethan Chase             | Cameo sin acreditar            |
| 2021 | False Positive                            | Adrian                  |                                |
| 2024 | Beetlejuice Beetlejuice                   | Rory                    |                                |

### Televisión
| Año         | Título               | Papel                  | Notas                                             |
| ----------- | -------------------- | ---------------------- | ------------------------------------------------- |
| 1997        | Central Park West    | Gary Andrews           | 1 episodio                                        |
| 1998        | New York Undercover  | Frankie Stone          | 3 episodios                                       |
| 1998        | Ally McBeal          | Raymond Brown          | Episodio: "Just Looking"                          |
| 1998        | Spin City            | Pete                   | Episodio: "Local Hero"                            |
| 1998–1999   | Sex and the City     | Jared/Vaughn Wysel     | 2 episodios                                       |
| 2000–2001   | The District         | Nick Pierce            | 27 episodios                                      |
| 2003        | Alias                | Simon Walker           | Episodios: "Un eslabón perdido" y "Repercusiones" |
| 2003–2004   | Six Feet Under       | Joe                    | 8 episodios                                       |
| 2008        | John Adams           | John Hancock           | 2 episodios                                       |
| 2010        | Parks and Recreation | Justin Anderson        | 4 episodios                                       |
| 2014 - 2017 | The Leftovers        | Kevin Garvey           | Elenco principal                                  |
| 2018        | Maniac               | Dr. James K. Mantleray | Elenco principal                                  |
| 2021-       | The Mosquito Coast   | Allie Fox              | Elenco principal                                  |
| 2023        | White House Plumbers | G. Gordon Liddy        | Elenco principal                                  |

### Videojuegos
- 2009: Call of Duty: Modern Warfare 2: Voz
- 2010: GTA V. Voz hijo.

## Premios y nominaciones
| Año  | Premio                           | Categoría                           | Trabajo nominado | Resultado | Ref.  |
| ---- | -------------------------------- | ----------------------------------- | ---------------- | --------- | ----- |
| 2005 | Premios del Sindicato de Actores | Mejor reparto de televisión - Drama | Six Feet Under   | Nominado  | [ 5 ] |
| 2016 | Premios Dorian                   | Mejor actor de televisión           | The Leftovers    | Nominado  | [ 6 ] |
| 2016 | Premios de la Crítica Televisiva | Mejor actor en serie de drama       | The Leftovers    | Nominado  | [ 7 ] |
| 2016 | People's Choice Awards           | Actor favorito de cable premium     | The Leftovers    | Nominado  | [ 8 ] |